# زنجیر جانبی

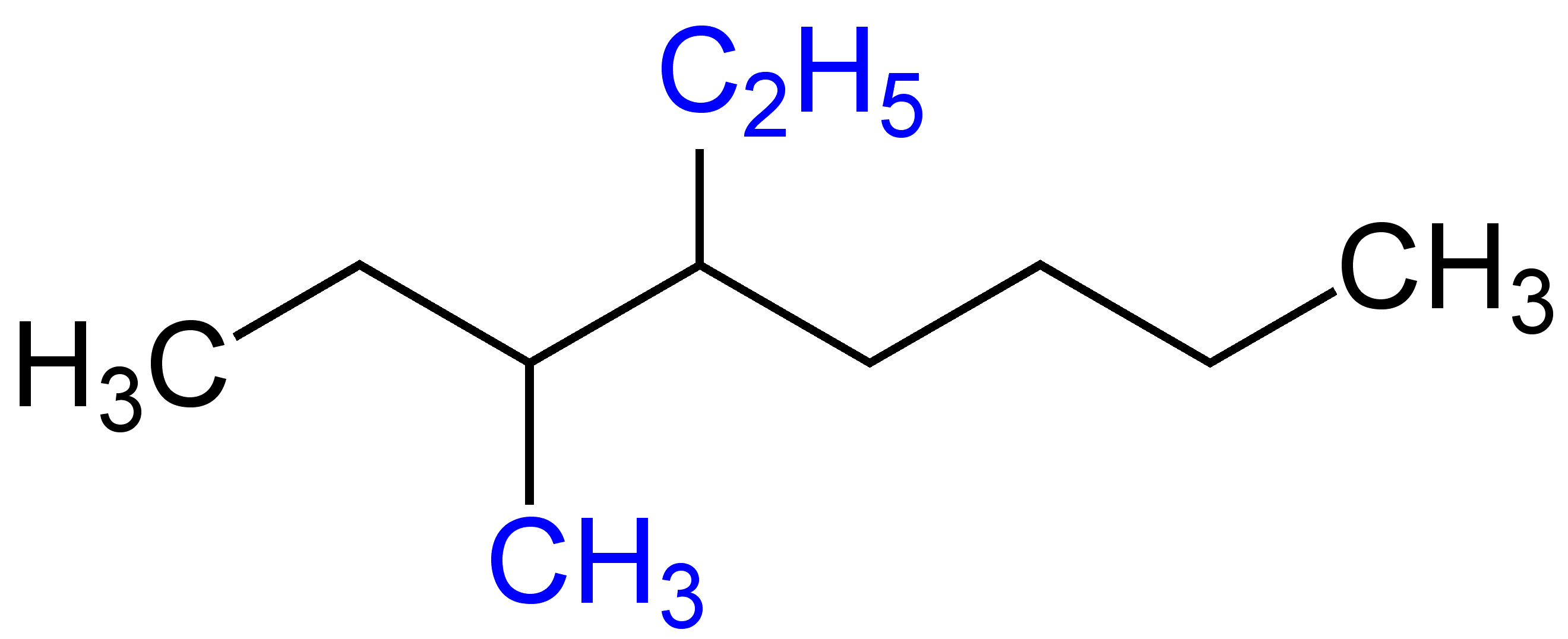
اگر از مولکول آلکان یک اتم هیدروژن جدا کنیم، باقی‌مانده گروه آلکیل نام دارد. فرمول کلی آلکیل‌ها به صورت CnH2n+1 است.s

شاخه جانبی یا زنجیر جانبی در علم شیمی آلی و بیوشیمی به بخشی از ساختار شیمیایی مواد گفته می‌شود که به زنجیره اصلی مولکول پیوند خورده باشد. گروه‌های آلکیل یکی از ساده‌ترین انواع شاخه‌های جانبی در ترکیبات آلی است.